# Тронцано-Лаго-Маджоре
Тронцано-Лаго-Маджоре, Тронцано-Лаґо-Маджоре (італ. Tronzano Lago Maggiore) — муніципалітет в Італії, у регіоні Ломбардія, провінція Варезе.
Тронцано-Лаго-Маджоре розташоване на відстані близько 560 км на північний захід від Рима, 80 км на північний захід від Мілана, 31 км на північ від Варезе.
Населення — 241 особа (2014).

## Демографія
Населення за роками:

Станом на 1 січня 2023 року в муніципалітеті офіційно проживали 24 іноземці з 7 країн, серед них 12 громадян країн Євросоюзу.

## Сусідні муніципалітети
- Бриссаго
- Каннобіо
- Макканьо-кон-Піно-е-Веддаска